# 施爾比·希堅保咸
亨利·夏普·希堅保咸（英語：Henry Sharpe Higginbotham，1896年11月23日—1928年1月25日），更為人所知是叫施爾比·希堅保咸（英語：Shorpy Higginbotham），是二十世紀初在阿拉巴馬州煤礦的一名工人。他在第一次世界大戰中服役，然後返回礦井工作，1928年他在那裡被一塊掉下來的岩石殺死。希堅保咸是路易斯·海因拍攝一系列照片的主題，這些照片展現了他作為一名在煤礦危險環境中工作的男孩。歷史照片網誌Shorpy.com就是以他來命名，他在網誌裡已成為美國童工的一個象徵。